# Caussou
Caussou ist eine französische Gemeinde mit 47 Einwohnern (Stand 1. Januar 2022) im Département Ariège in der Region Okzitanien. Sie gehört zum Kanton Haute-Ariège und zum Arrondissement Foix.
Nachbargemeinden sind Bestiac im Nordwesten, Prades im Nordosten, Ignaux im Südosten, Vaychis im Süden und Tignac im Südwesten.

## Bevölkerungsentwicklung
| Jahr                       | 1962 | 1968 | 1975 | 1982 | 1990 | 1999 | 2008 | 2016 |
| -------------------------- | ---- | ---- | ---- | ---- | ---- | ---- | ---- | ---- |
| Einwohner                  | 173  | 145  | 119  | 95   | 72   | 84   | 66   | 59   |
| Quellen: Cassini und INSEE |      |      |      |      |      |      |      |      |

## Persönlichkeiten
- Béatrice de Planisolles (1274–nach 1322), Landadlige aus der Grafschaft Foix